# Кабуз

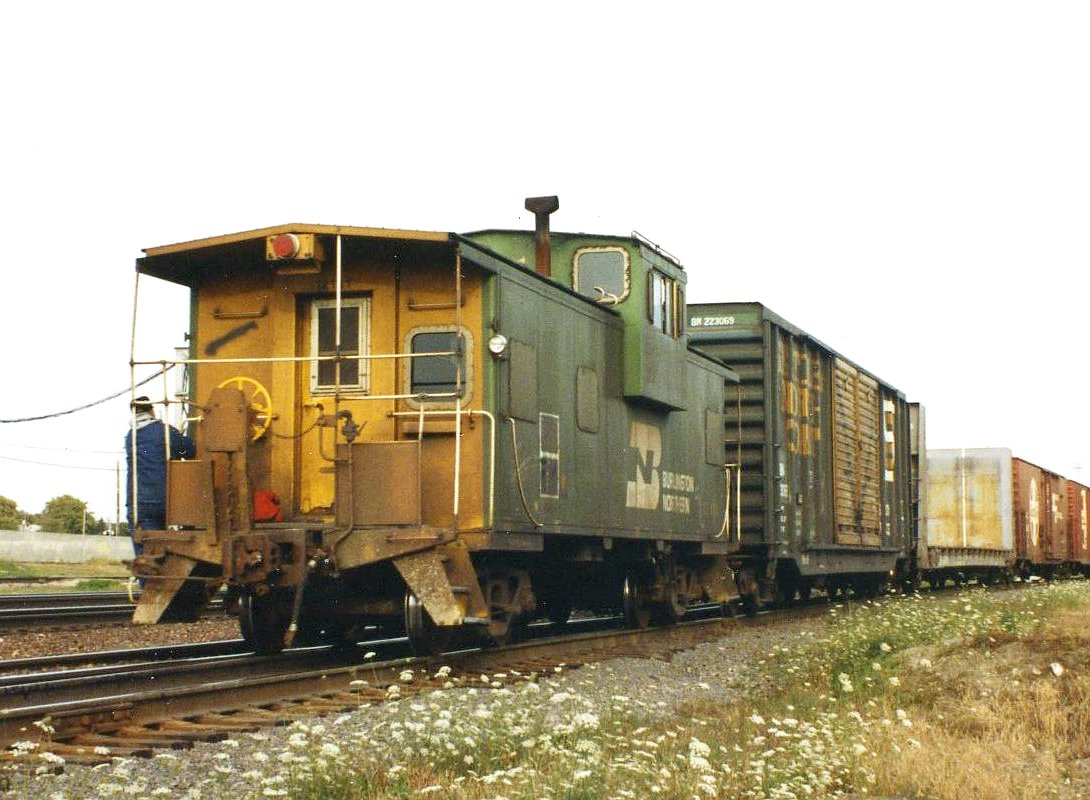
Кабуз в конце грузового состава (1993 год)

Кабуз (англ. Caboose, тормозной вагон) — термин, используемый на железных дорогах Северной Америки для обозначения специальных вагонов, включаемых в конец грузового железнодорожного состава. Первоначально кабузы служили для размещения экипажа состава, который требовался для перевода стрелок, маневровых работ, наблюдения за грузом во время движения и небольшого ремонта и представлял собой платформу, с поставленной на неё кабиной.
Позже кабузы строились по образцу тормозных вагонов железных дорог Великобритании и стран Содружества. В этом случае вагоны выполняли также тормозную функцию для составов, не оснащённых системой торможения всех вагонов, и поддерживали натяжение винтовых стяжек.
Кабузы использовались в каждом грузовом составе до 1980-х годов, когда в требования к безопасности и к экипажу таких составов были внесены послабления. В настоящее время кабузы обычно используются в ремонтных составах, составах для перевозки опасных материалов и для составов исторических железных дорог.

## Этимология
Историк в области железных дорог Дэвид Джослин (англ. David L. Joslyn) полагает, что слово «caboose» происходит от слова «Kabhuse» нижненемецкого диалекта, которое обозначает маленькую каюту, возведённую на главной палубе парусного судна. Это слово было перенесено в голландский язык в период около 1747 года как «kabhuis», где оно фактически имело такое же значение, что и слово «камбуз».
Во французских военно-морских документах XVIII века слово «камбуз» (фр. cambose, camboose) также применяется для обозначения каюты для приготовления пищи и возможно отсюда это слово попало в английский язык. Через английских моряков слово попало в Северную Америку, во время Войны за независимость США. Известно, что в 1797 году, в соответствии с морской терминологией США, «camboose» называли печь для приготовления пищи на USS Constitution.
Самое раннее использование слова «caboose» в печати для обозначения вагона зафиксировано в судебных исках от 1859 года против нью-йоркской и гарлемской железных дорог.
Тот факт, почему название вагона связывают с морской терминологией, чаще всего объясняют тем, что первые конструкции напоминали скорее «поварские хижины» на борту «корабля».

## История

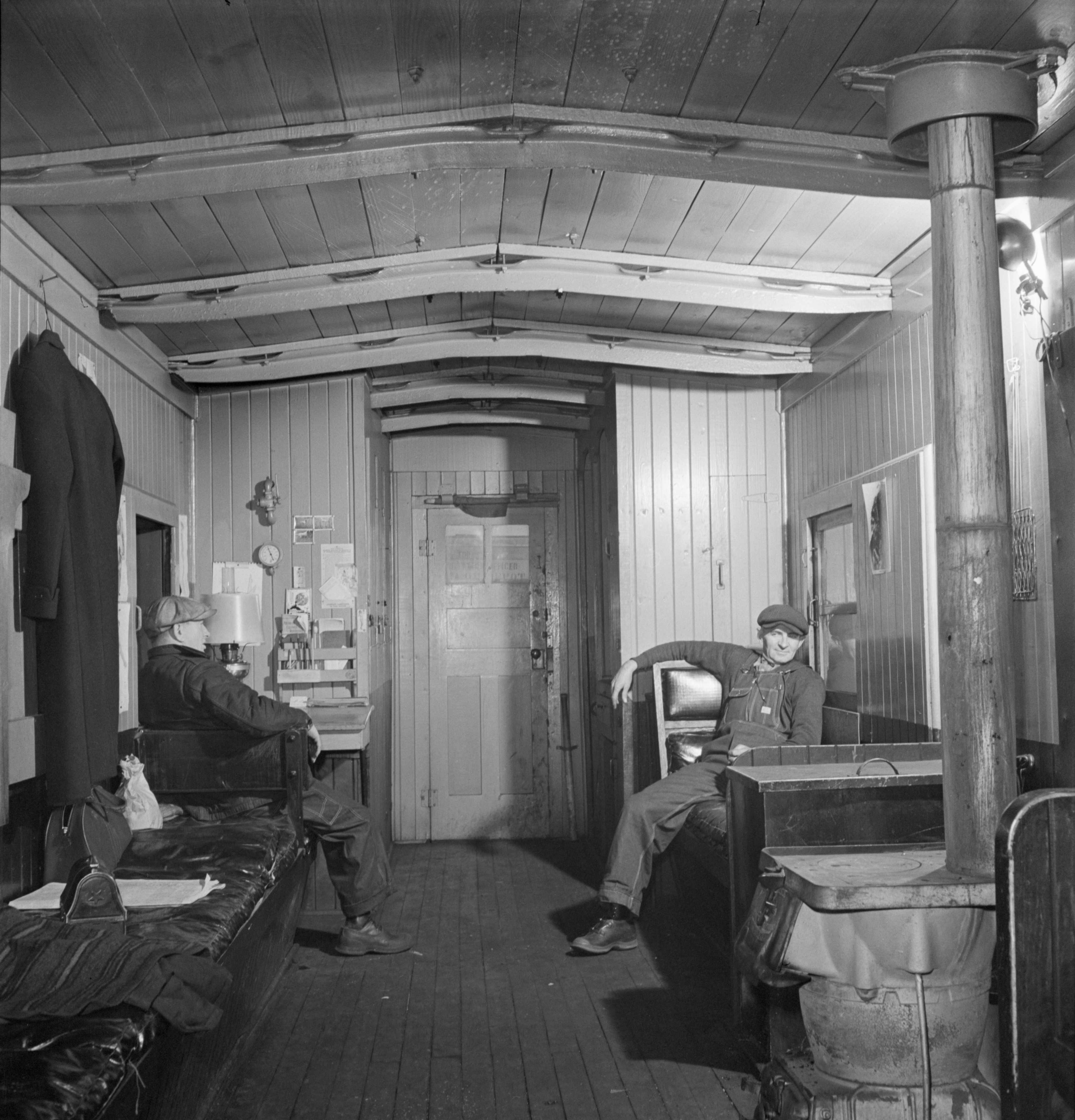
Внутреннее убранство кабуза на железной дороге Indiana Harbor Belt Railroad (1943 год)

Кабузы начали применяться начиная с 1830-х годов. Изначально они использовались для размещения экипажа железнодорожного состава, в задачи которого входило переключение стрелок, сопровождение груза и устранение неполадок, возникающих в пути. Вагон прицеплялся всегда в конец состава, потому что так было удобнее всего наблюдать за грузовыми вагонами и вовремя пресекать ситуацию вываливания груза или ситуацию утечки масла из осевых подшипников, приводящую к застопориванию колёс. При длительных перевозках кабузы имели внутри себя минимальную отделку помещения для обеспечения более комфортной поездки.

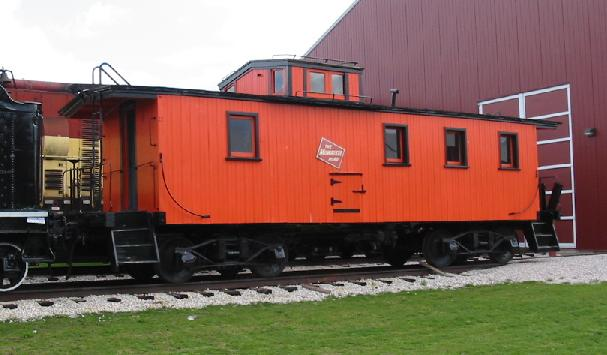
Классический кабуз с куполом

Ранние кабузы представляли собой железнодорожную платформу с поставленной на неё кабиной и имели небольшой размер. Иногда в качестве кабуза мог выступать переделанный закрытый вагон. Со временем американский кабуз приобрел стандартные черты: с обоих торцов вагона оставлялись небольшие незакрытые площадки с перилами и двумя лестницами для подъёма на крышу даже во время движения; на вагон устанавливались красные сигнальные фонари, называемые «маркерами», для обозначения конца состава в ночное время суток; примерно на середине крыши (а иногда и ближе к торцу) вагона делалась надстройка с окнами, называемая «куполом», которая использовалась как наблюдательный пост (первый кабуз с куполом появился в 1863 году). У вагонов более поздних конструкций она отсутствовала. Для маркеров изначально использовались керосиновые лампы, которые позже были заменены электролампами, запитываемыми от электрогенератора.
Внутри кабуза устанавливалась чугунная печь, которая использовалась для отапливания помещения и приготовления пищи. Позже вместо печей стали использовать керосиновые нагреватели. Кабузы не приносят доход железнодорожной компании, поэтому срок службы кабуза стремятся растянуть по сравнению со сроком службы обычного грузового вагона.
Традиционно кабузы окрашивались в ярко-красный цвет. Позднее их стали красить в тот же цвет, что и локомотив.

### Отказ от применения
До 1980-х годов законы США и Канады требовали, чтобы все грузовые составы имели кабуз с ремонтной бригадой. Однако улучшения технологий на железной дороге и стремление сэкономить на экипаже со временем уменьшили необходимость в них. Так, улучшения в конструкции вагонов и появление ПОНАБов снизили необходимость в пристальном наблюдении. Также стало популярным мнение, что кабуз является наиболее опасной частью состава для экипажа, так как слабое сцепление вагона могло вызвать его резкий рывок.
С появлением «концевого датчика» (англ. End-of-train device) уменьшилась необходимость в кабузе как в тормозном вагоне: датчик позволяет лучше контролировать провисание сцепляющих муфт (из-за сильного провисания вагоны могут расцепиться), передавая данные дистанционно, тем самым концентрируя экипаж состава в его начале, а не в конце.
В 1982 году в законы о безопасности труда на железной дороге были внесены изменения, предписывающие уменьшить использование кабузов там, где это было возможным. Исключением стал штат Вирджиния, в котором действовали отдельные законы на железнодорожные составы от 1911 года, которые были отменены только в 1988 году. С учётом этого исключения использование кабузов из года в год стало уменьшаться. В настоящее время кабузы используются очень редко: их используют при перевозке опасных материалов и в ремонтных составах, когда требуется наблюдатель.

## Типы

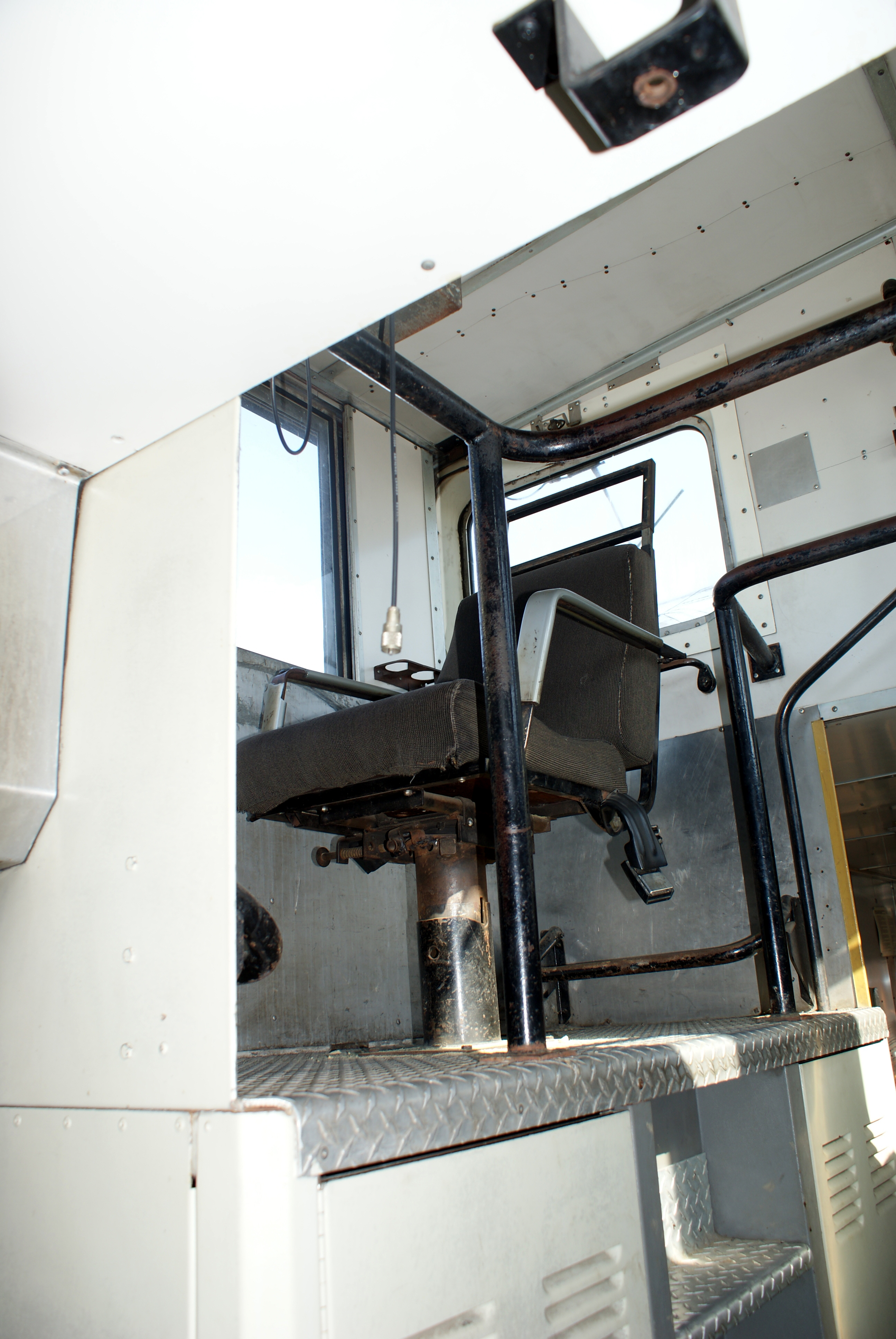
Смотровой пост под куполом

На протяжении многих лет дизайн кабуза менялся, что породило несколько устойчивых типов, описанных ниже.

### Стандартный
Стандартный тип или кабуз с куполом (см. фото выше). Этот тип является самой распространенной версией кабуза в США. Изобретение купола обычно приписывается Т. Б. Уотсону — проводнику железной дороги Chicago and North Western Railway.
Положение купола относительно торцов вагона было разным для разных железных дорог. Большинство восточных железных дорог размещало купол посередине, когда для западных железных дорог купол размещался ближе к стороне конца вагона.
Кабузы этого типа сначала окрашивали красным цветом с оттенком ближе к коричневому, а позднее ярко-красным. Однако на некоторых железных дорогах использовали жёлтый и белый цвета — известны случаи окраски кабузов даже в синий цвет (Norfolk & Western Railroad). Самой примечательной была окраска кабузов на железных дорогах Santa Fe Railway, где на красных вагонах по обоим бокам также рисовался жёлтой краской фирменный крест.
Некоторые железные дороги закругляли купол для достижения большей аэродинамичности и стиля.

### С эркерами

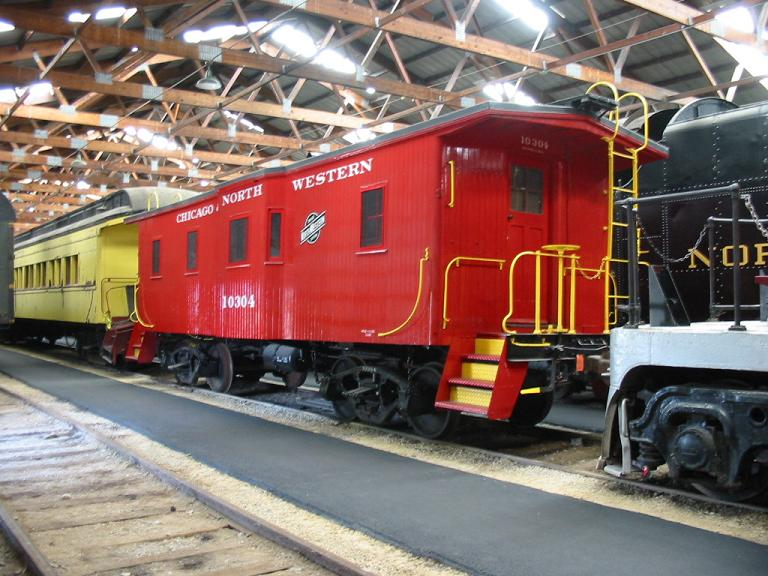
Кабуз с эркерами

В этих типах кабузов для обзора вместо купола использовались выпуклости по бокам вагона, похожие на эркерные окна. Преимуществом такой конструкции было то, что с их помощью лучше просматривался любой бок состава, по сравнению с обзором в куполе, а также это позволяло не закладывать дополнительную высоту под купол для туннелей на пути железной дороги.
Считается, что первыми, кто стал применять эркерные кабузы, являются железные дороги Akron, Canton and Youngstown Railroad, начиная с 1923 года, а также Baltimore and Ohio Railroad, начиная с 1930 года.

### С расширенным обзором

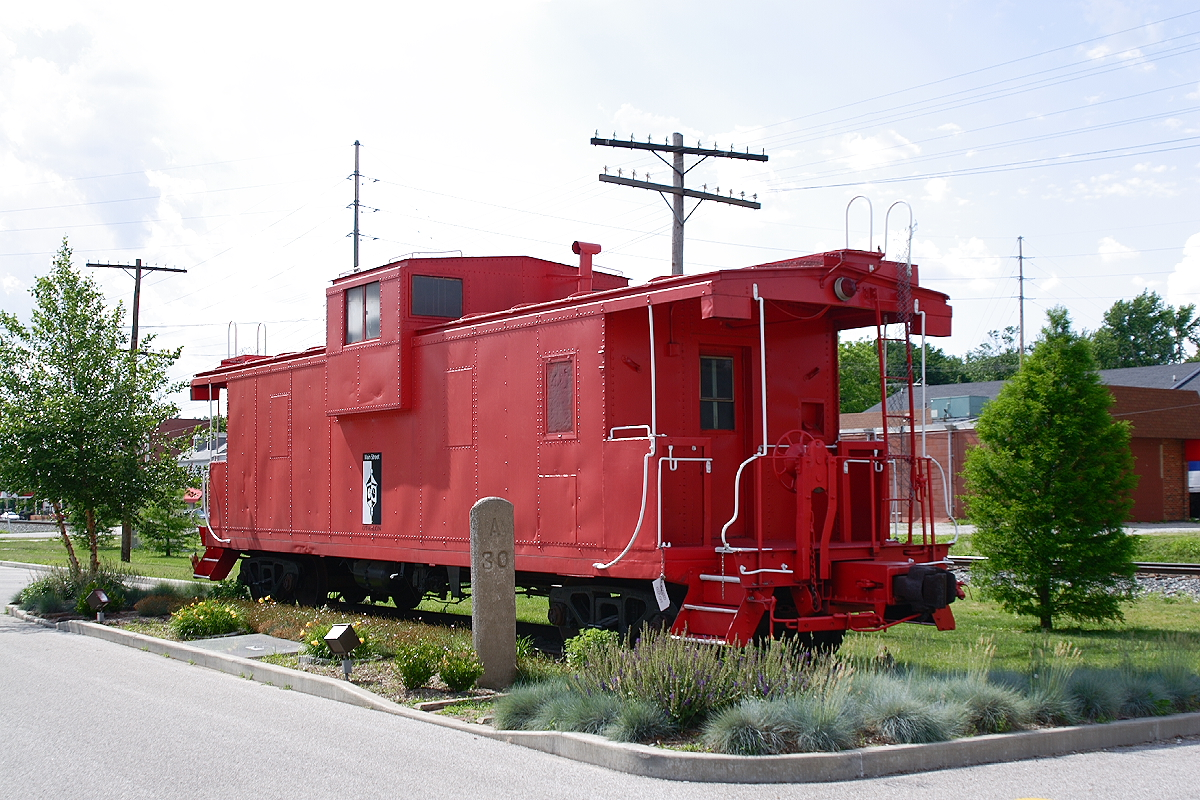
Кабуз с расширенным обзором

Этот тип кабуза имел очень широкий купол, который немного выступал по краям вагона, позволяя совместить в себе преимущества эркерного и стандартного типа. Этот тип кабузов стал производиться после Второй мировой войны.

### Для обслуживания

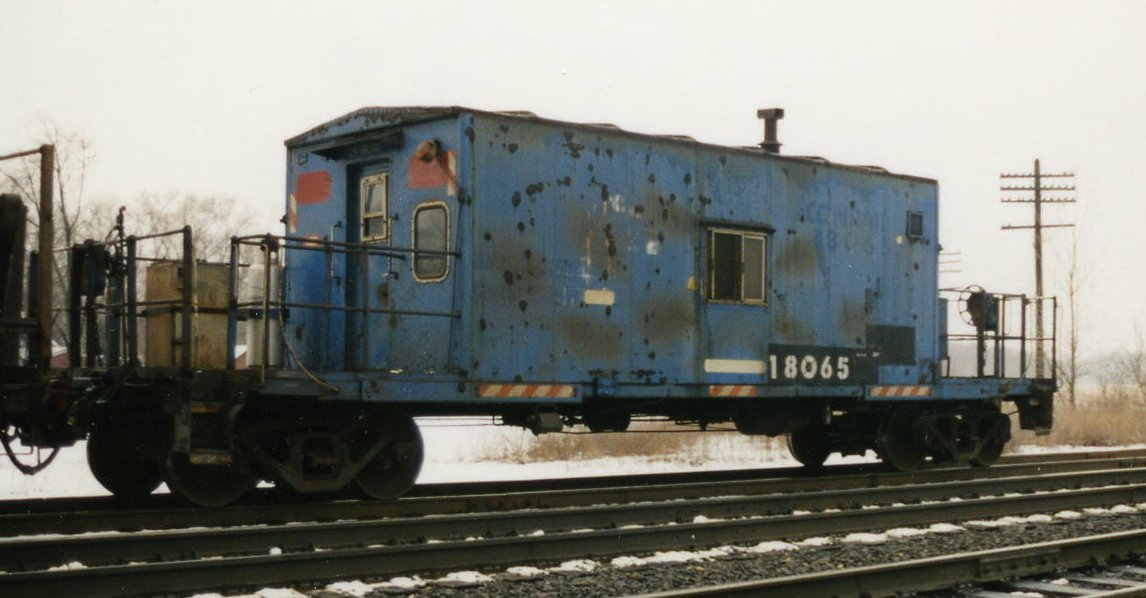
Кабуз для обслуживания

Кабузы этого типа использовались для обслуживания составов на станциях. Обычно в своей конструкции они не имели купола и их главной задачей было обеспечить кров для работников железной дороги. Также они могли прицепляться к составам, чтобы обеспечить видимость при длительном движении назад.

### Дроверы
Кабузы-дроверы по конструкции были похожи на комбинированные вагоны и по сути выполняли ту же функцию. Дроверы использовались для перевозки скота между ранчо и скотобойней, когда скот и сопровождающий экипаж находились в одном вагоне, но разных секциях. При этом у кабуза также мог быть купол или эркеры для наблюдения за составом.

## Другое применение

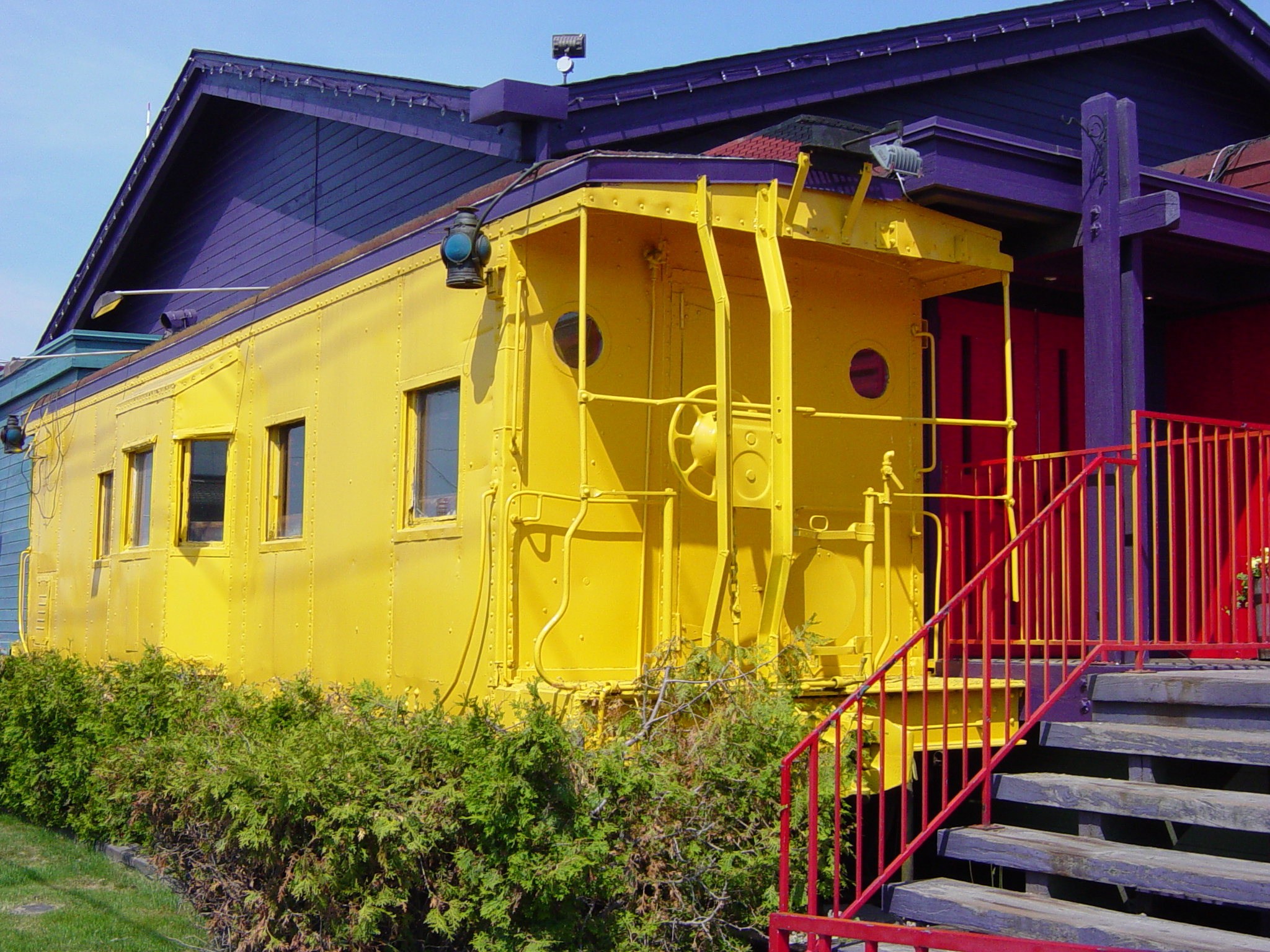

На многих железных дорогах США кабузы находятся в резерве. На небольших участках кабузы используются для толкания вагонов и для переключения стрелок. Часто они используются для выезда на осмотр рельсов после стихийных бедствий или для проведения исследований, касающихся железных дорог, будь то опросы местных жителей, проживающих возле железной дороги, или предпринимателей. Также кабузы используются для катания туристов на исторических железных дорогах и на съёмках кинофильмов.
Многие музеи железных дорог США выкупают кабузы для пополнения коллекции экспонатов. Например, музей железных дорог Иллинойса имеет около 19 экземпляров.
Некоторые предприимчивые граждане выкупают кабузы для использования их в качестве приусадебных домиков, садовых офисов, номеров в мотелях или как помещения для небольшой закусочной.